# Покрајина Кохкилујех и Бујер Ахмад
Кохкилујех и Бујер Ахмад (перс. استان کهگیلویه و بویراحمد) је једна од 30 покрајина у Ирану. Налази се на југоистоку земље. Административно седиште је град Језд. Покрајина се простире на површини од 15.563 km² на којој, према подацима из 2005, живи преко 600.000 становника.

## Географија
Кохкилујех и Бујер Ахмад је претежно брдовита регија басена планине Заргос. Највећу надмоску висинну од 4.409 m има врх Дена.